# Alluaudiopsis fiherenensis
Alluaudiopsis fiherenensis es una especie de planta con flores perteneciente al género Alluaudiopsis, dentro de la familia Didiereaceae. Es endémica de Madagascar.

## Descripción

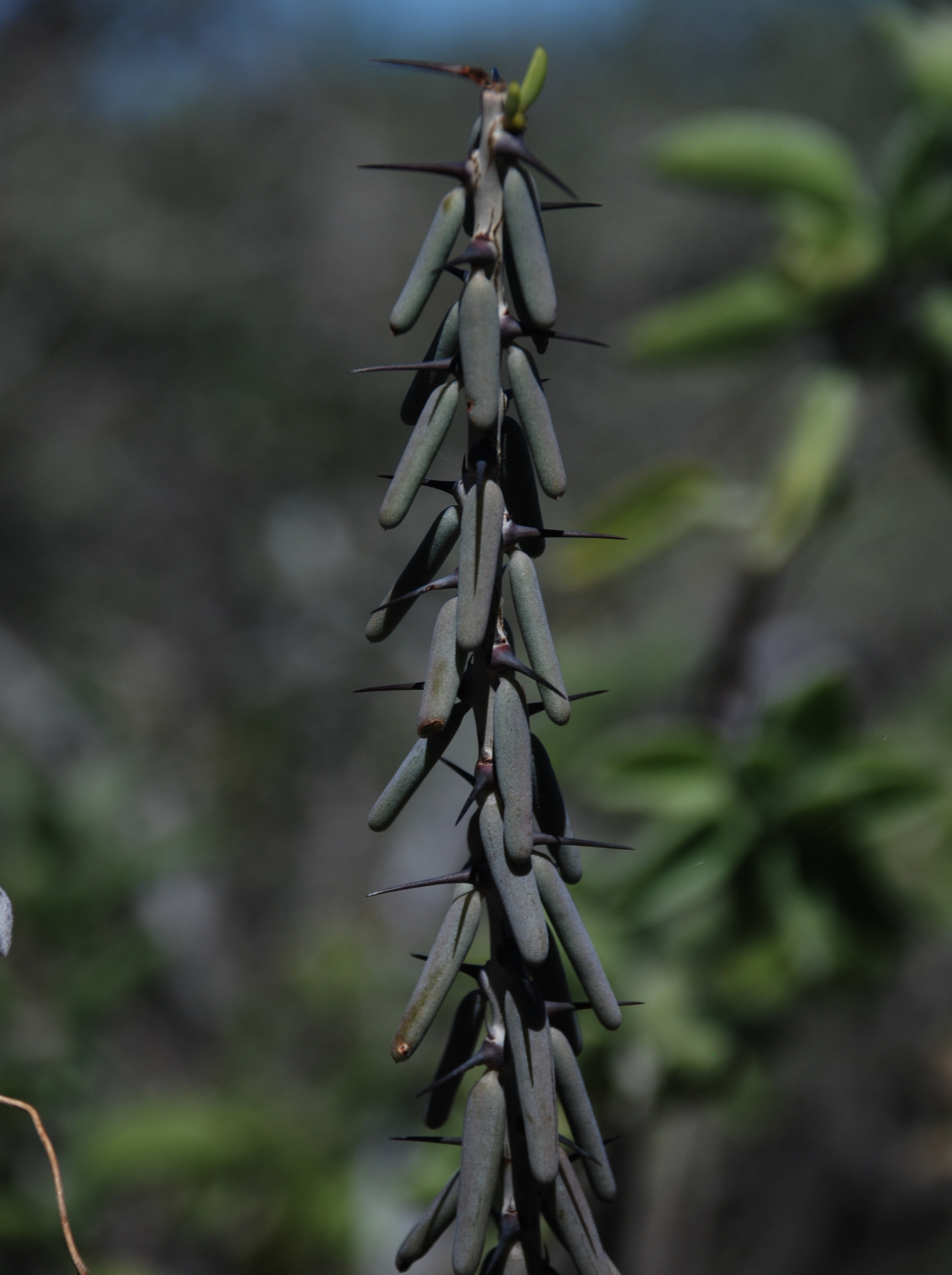
Detalle del tallo

Alluaudiopsis fiherenensis es un arbusto de crecimiento lento, rastrero y escasamente suculento, de 1,5 - 2 metros de altura. Tiene un tallo blanco muy ramificado desde la base, recubierto pos espinas solitarias rígidas, de 7-20 mm de largo. 

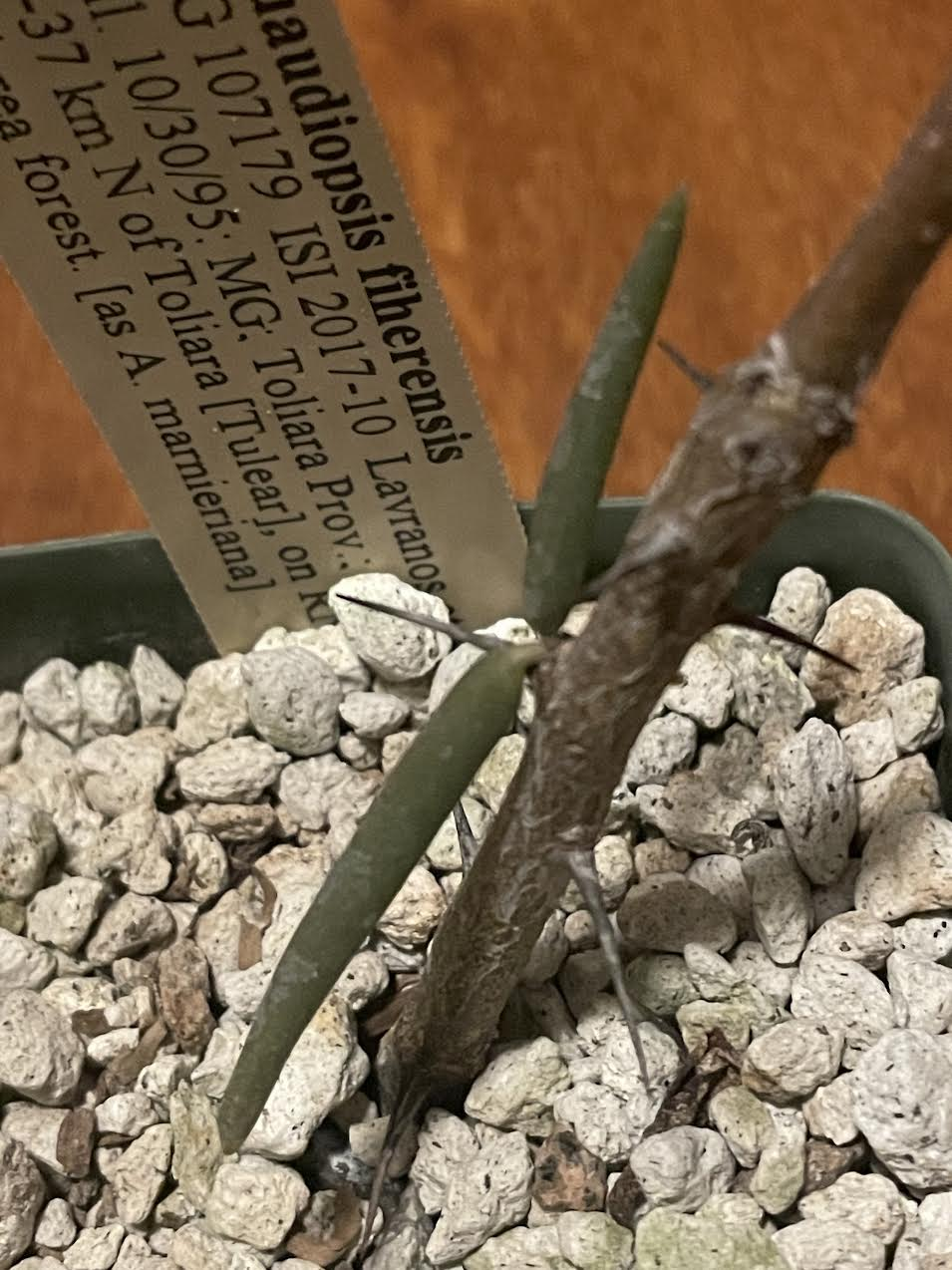
Detalle de las hojas suculentas

Las hojas las pierde en invierno, y son suculentas, estrechas y lineales. Se sitúan en pares sobre las espinas y miden de 1 a 4 cm de largo y de 2 a 5 mm de ancho.
En época de floración desarrolla inflorescencias terminales muy ramificas, de 7 a 14 cm de largo. Las flores son de color amarillo verdoso pálido, distinguiéndose flores masculinas con 8 o 10 estambres y flores femeninas con un estilo de 1 cm.

## Distribución y hábitat

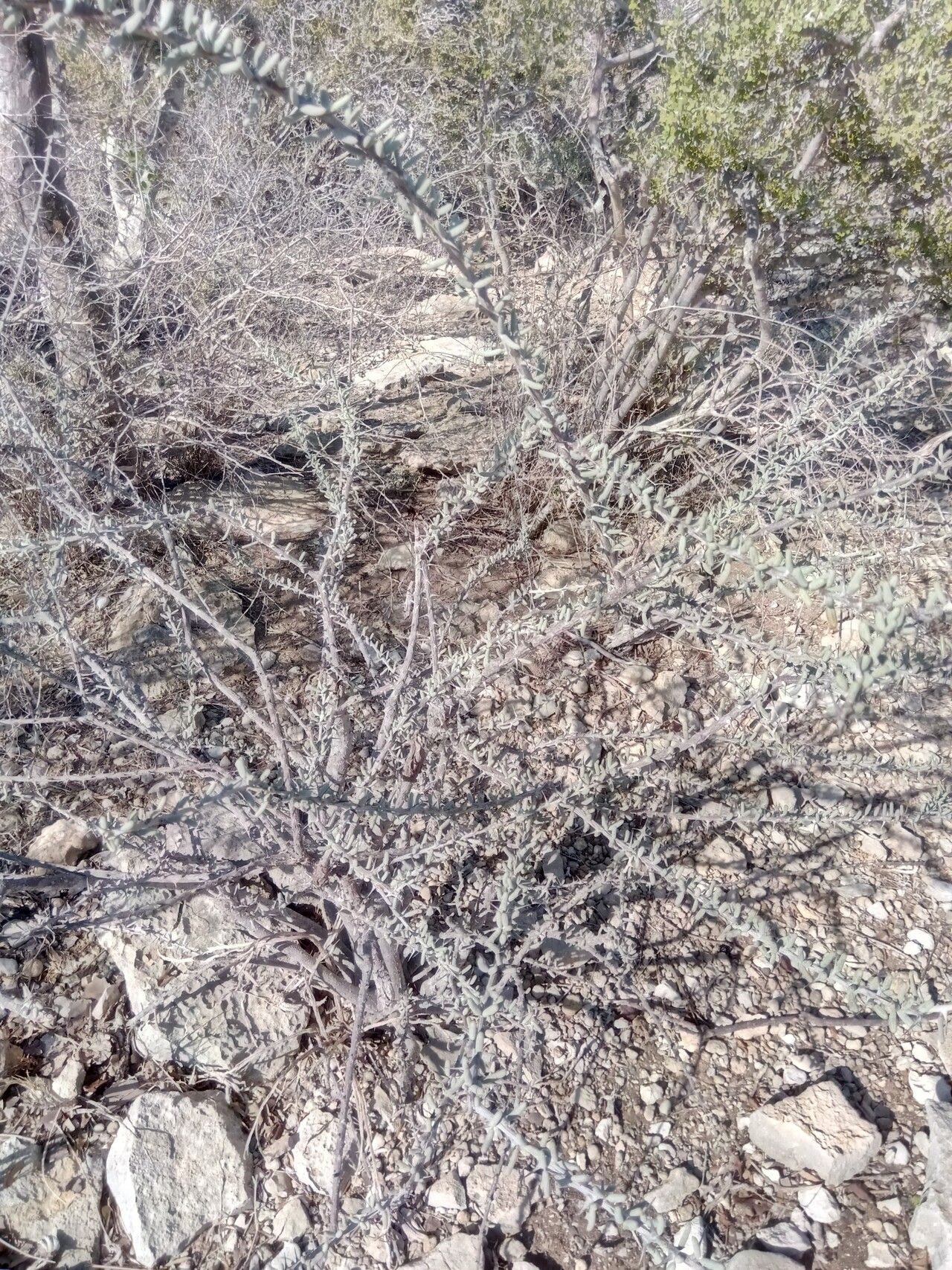
Planta en su hábitat

El área de distribución nativa de esta especie es Madagascar (cerca de Tulear) y crece principalmente en el bioma desértico o de matorral seco.

## Taxonomía
Alluaudiopsis fiherenensis fue descrita por los botánicos franceses Jean-Henri Humbert y Pierre Choux y publicada por primera vez en la revista científica Comptes Rendus Hebdomadaires des Séances de l'Academie des Sciences 199: 1651 en 1934.

Etimología
- Alluaudiopsis: nombre genérico que tiene la terminación griega opsis y que significa 'similar', por lo que se traduce como 'similar al género Alluaudia', el cual forma parte de la misma familia.
- fiherenensis: epíteto geográfico que hace referencia al río Fiherenana (Madagascar), lugar cercano donde se descubrió la especie. El sufijo latino ensis (que significa 'de' o 'proviniente de'), se utiliza comúnmente en la nomenclatura botánica para indicar que la especie proviene de un lugar específico.[3]

## Estado de conservación
En la Lista Roja de Especies Amenazadas de la UICN, la especie está clasificada como “Vulnerable (VU)”.

## Usos
Alluaudiopsis fiherenensis se cultiva principalmente como planta ornamental aunque es difícil de mantener. Se recomienda el injerto en Alluaudia procera o en plantas del género Pereskiopsis (Cactaceae).